# Puiu Antemir
Ion Puiu Antemir (n. 1 august 1953, Nehoiu, Buzău) este un scenograf român de teatru. "Puiu Antemir promovează, în anii ’90, în creația de scenografie de la noi, decorul-structură, decorul ca osatură vizuală a spectacolului. Creator de forță căruia i se datorează unele dintre cele mai dificile abordări tehnice si izbânzi estetice din scenografia romaneasca, Puiu Antemir stapâneste o plastică ce se bazează atât pe culoare cât și pe voluptatea detaliului delicat."(Luminita Batali).

## Spectacole cu scenografia semnată Puiu Antemir
- "Poker", regia: Alexandru Tocilescu, Teatrul de comedie, București
- "Domnul Sisif", regia: Mircea Cornișteanu, Teatrul Național București
- "Iubire confort 2", regia:Florin Zamfiresu, Compania D'Aya
- "Soare pentru doi", regia: Alice Barb, Teatrul de Comedie
- "Bani din cer", regia: Horațiu Mălăele, Teatrul de Comedie
- "Jocul dragostei și-al morții", regia Lucian Giurchescu, Teatrul Nottara
- "O zi din viata lui Nicolae Ceausescu", regia: Alexandru Tocilescu, Teatrul Mic
- "Istoria comunismului povestită pentru bolnavii mintal", regia:Florin Fătulescu, Teatrul Național București
- "Galy Gay", regia: Lucian Giurchescu, Teatrul de Comedie
- "Scandal la operă", regia: Petre Bokor, Teatrul Nottara
- "A patra soră", regia: alexandru Colpaci, Teatrul Național București
- "Țăranul baron", regia: Lucian Giurchescu, Teatrul Național București
- "Străini în noapte", regia: Radu Beligan
- "Doamne... ce măcel!", regia: Lucian Giurchescu, Teatrul de Comedie
- "Amantii insingerati", regia: Alexandru Tocilescu, Teatrul Național București
- "Balconul", Teatrul Național Craiova
- "Astă seară: Lola Blau", regia: Alexandru Dabija, Teatrul Evreiesc
- "Acul cumetrei Gurton", regia: Razvan Diaconu, Teatrul Masca

## Distincții
- Ordinul național „Pentru Merit” în grad de Cavaler (1 decembrie 2000) „pentru realizări artistice remarcabile și pentru promovarea culturii, de Ziua Națională a României”[2]

## Legături externe
- Scenografi romani. Puiu Antemir, Luminița Batali, Observator cultural - numărul 155, februarie 2003
- onlinegallery
- Romanian Scene Designers
- regizorcautpiesa.ro